# Rabobank Continental Team/2010
Hieronder volgt de samenstelling van het Rabobank Continental Team in 2010. Voor zover bekend, is achter de betreffende renner aangegeven voor welke ploeg hij in het voorgaande jaar reed. Opvallend ten opzichte van het voorgaande jaar, is het grote aantal doorstromers en nieuwkomers.

## Renners
| Naam               | Geboortedatum | Nationaliteit | Vorige ploeg         |
| ------------------ | ------------- | ------------- | -------------------- |
| Joeri Adams        | 15-10-1989    | België        | Rabo CT              |
| Mats Boeve         | 24-03-1990    | Nederland     | Rabo CT              |
| Jetse Bol          | 08-09-1989    | Nederland     | Rabo CT              |
| Jasper Bovenhuis   | 27-07-1991    | Nederland     |                      |
| Remco Broers       | 15-05-1988    | Nederland     |                      |
| Brian Bulgac       | 07-04-1988    | Nederland     |                      |
| Niek van Geffen    | 28-06-1990    | Nederland     | Rabo CT              |
| Moreno Hofland     | 31-08-1991    | Nederland     |                      |
| Martijn Keizer     | 25-03-1988    | Nederland     | Rabo CT              |
| Wilco Kelderman    | 25-03-1991    | Nederland     |                      |
| Wesley Kreder      | 04-11-1990    | Nederland     | Van Vliet-EBH Elshof |
| Nick van der Lijke | 23-09-1991    | Nederland     |                      |
| Barry Markus       | 17-07-1991    | Nederland     |                      |
| Jasper Ockeloen    | 10-05-1990    | Nederland     | Rabo CT              |
| Boy van Poppel     | 18-01-1988    | Nederland     | Rabo CT              |
| Ramon Sinkeldam    | 09-02-1989    | Nederland     | Rabo CT              |
| Tom-Jelte Slagter  | 01-07-1989    | Nederland     |                      |
| Coen Vermeltfoort  | 11-04-1988    | Nederland     | Rabo CT              |
| Maurice Vrijmoed   | 8-12-1988     | Nederland     | Rabo CT              |

## Noot
1. ↑  Gegevens ontleend aan Rabosport.nl (geraadpleegd op 10 mei 2010).